# Lijst van planetoïden 40301-40400
Dit is een lijst van planetoïden 40301-40400. Voor de volledige lijst zie de lijst van planetoïden.
| Naam        | Voorlopige naamgeving | Datum ontdekking | Ontdekker                     |
| ----------- | --------------------- | ---------------- | ----------------------------- |
| (40301) -   | 1999 JU93             | 12 mei 1999      | LINEAR                        |
| (40302) -   | 1999 JD98             | 12 mei 1999      | LINEAR                        |
| (40303) -   | 1999 JU98             | 12 mei 1999      | LINEAR                        |
| (40304) -   | 1999 JX104            | 12 mei 1999      | LINEAR                        |
| (40305) -   | 1999 JP111            | 13 mei 1999      | LINEAR                        |
| (40306) -   | 1999 JN112            | 13 mei 1999      | LINEAR                        |
| (40307) -   | 1999 JN115            | 13 mei 1999      | LINEAR                        |
| (40308) -   | 1999 JV120            | 13 mei 1999      | LINEAR                        |
| (40309) -   | 1999 JH131            | 13 mei 1999      | LINEAR                        |
| (40310) -   | 1999 KU4              | 18 mei 1999      | LINEAR                        |
| (40311) -   | 1999 KH13             | 18 mei 1999      | LINEAR                        |
| (40312) -   | 1999 KZ13             | 18 mei 1999      | LINEAR                        |
| (40313) -   | 1999 KV14             | 18 mei 1999      | LINEAR                        |
| (40314) -   | 1999 KR16             | 16 mei 1999      | A. C. Delsanti, O. R. Hainaut |
| (40315) -   | 1999 LS               | 4 juni 1999      | LINEAR                        |
| (40316) -   | 1999 LU4              | 7 juni 1999      | LINEAR                        |
| (40317) -   | 1999 LO7              | 9 juni 1999      | CSS                           |
| (40318) -   | 1999 LQ9              | 8 juni 1999      | LINEAR                        |
| (40319) -   | 1999 LR11             | 9 juni 1999      | LINEAR                        |
| (40320) -   | 1999 LP14             | 9 juni 1999      | LINEAR                        |
| (40321) -   | 1999 LA21             | 9 juni 1999      | LINEAR                        |
| (40322) -   | 1999 LU23             | 9 juni 1999      | LINEAR                        |
| (40323) -   | 1999 LF25             | 9 juni 1999      | LINEAR                        |
| (40324) -   | 1999 LY30             | 12 juni 1999     | Spacewatch                    |
| (40325) -   | 1999 LW33             | 11 juni 1999     | CSS                           |
| (40326) -   | 1999 MA               | 18 juni 1999     | P. G. Comba                   |
| (40327) -   | 1999 MB               | 17 juni 1999     | J. Broughton                  |
| (40328) Dow | 1999 MK               | 20 juni 1999     | D. Healy                      |
| (40329) -   | 1999 ML               | 20 juni 1999     | CSS                           |
| (40330) -   | 1999 MN1              | 20 juni 1999     | LONEOS                        |
| (40331) -   | 1999 MS1              | 17 juni 1999     | G. Hug, G. Bell               |
| (40332) -   | 1999 NK               | 6 juli 1999      | J. Broughton                  |
| (40333) -   | 1999 NO1              | 12 juli 1999     | LINEAR                        |
| (40334) -   | 1999 NS4              | 11 juli 1999     | K. Korlević                   |
| (40335) -   | 1999 NJ5              | 15 juli 1999     | K. Korlević                   |
| (40336) -   | 1999 NG6              | 13 juli 1999     | LINEAR                        |
| (40337) -   | 1999 NN7              | 13 juli 1999     | LINEAR                        |
| (40338) -   | 1999 NB8              | 13 juli 1999     | LINEAR                        |
| (40339) -   | 1999 NF8              | 13 juli 1999     | LINEAR                        |
| (40340) -   | 1999 NR8              | 13 juli 1999     | LINEAR                        |
| (40341) -   | 1999 NU8              | 13 juli 1999     | LINEAR                        |
| (40342) -   | 1999 NB9              | 13 juli 1999     | LINEAR                        |
| (40343) -   | 1999 NH9              | 13 juli 1999     | LINEAR                        |
| (40344) -   | 1999 NN9              | 13 juli 1999     | LINEAR                        |
| (40345) -   | 1999 NT9              | 13 juli 1999     | LINEAR                        |
| (40346) -   | 1999 ND10             | 13 juli 1999     | LINEAR                        |
| (40347) -   | 1999 NH10             | 13 juli 1999     | LINEAR                        |
| (40348) -   | 1999 NO10             | 13 juli 1999     | LINEAR                        |
| (40349) -   | 1999 NF11             | 13 juli 1999     | LINEAR                        |
| (40350) -   | 1999 NO11             | 13 juli 1999     | LINEAR                        |
| (40351) -   | 1999 NZ11             | 13 juli 1999     | LINEAR                        |
| (40352) -   | 1999 ND12             | 13 juli 1999     | LINEAR                        |
| (40353) -   | 1999 NB13             | 14 juli 1999     | LINEAR                        |
| (40354) -   | 1999 NQ15             | 14 juli 1999     | LINEAR                        |
| (40355) -   | 1999 NH17             | 14 juli 1999     | LINEAR                        |
| (40356) -   | 1999 NZ17             | 14 juli 1999     | LINEAR                        |
| (40357) -   | 1999 NM18             | 14 juli 1999     | LINEAR                        |
| (40358) -   | 1999 ND19             | 14 juli 1999     | LINEAR                        |
| (40359) -   | 1999 NT20             | 14 juli 1999     | LINEAR                        |
| (40360) -   | 1999 NE21             | 14 juli 1999     | LINEAR                        |
| (40361) -   | 1999 NG21             | 14 juli 1999     | LINEAR                        |
| (40362) -   | 1999 NY21             | 14 juli 1999     | LINEAR                        |
| (40363) -   | 1999 NM23             | 14 juli 1999     | LINEAR                        |
| (40364) -   | 1999 ND24             | 14 juli 1999     | LINEAR                        |
| (40365) -   | 1999 NE26             | 14 juli 1999     | LINEAR                        |
| (40366) -   | 1999 NF27             | 14 juli 1999     | LINEAR                        |
| (40367) -   | 1999 NA28             | 14 juli 1999     | LINEAR                        |
| (40368) -   | 1999 NS28             | 14 juli 1999     | LINEAR                        |
| (40369) -   | 1999 NY28             | 14 juli 1999     | LINEAR                        |
| (40370) -   | 1999 NZ28             | 14 juli 1999     | LINEAR                        |
| (40371) -   | 1999 NF30             | 14 juli 1999     | LINEAR                        |
| (40372) -   | 1999 NG34             | 14 juli 1999     | LINEAR                        |
| (40373) -   | 1999 NF36             | 14 juli 1999     | LINEAR                        |
| (40374) -   | 1999 NG36             | 14 juli 1999     | LINEAR                        |
| (40375) -   | 1999 NO36             | 14 juli 1999     | LINEAR                        |
| (40376) -   | 1999 NF37             | 14 juli 1999     | LINEAR                        |
| (40377) -   | 1999 NM39             | 14 juli 1999     | LINEAR                        |
| (40378) -   | 1999 NW40             | 14 juli 1999     | LINEAR                        |
| (40379) -   | 1999 NG41             | 14 juli 1999     | LINEAR                        |
| (40380) -   | 1999 NX42             | 14 juli 1999     | LINEAR                        |
| (40381) -   | 1999 NK44             | 13 juli 1999     | LINEAR                        |
| (40382) -   | 1999 NK47             | 13 juli 1999     | LINEAR                        |
| (40383) -   | 1999 NW47             | 13 juli 1999     | LINEAR                        |
| (40384) -   | 1999 NC49             | 13 juli 1999     | LINEAR                        |
| (40385) -   | 1999 NE49             | 13 juli 1999     | LINEAR                        |
| (40386) -   | 1999 NK49             | 13 juli 1999     | LINEAR                        |
| (40387) -   | 1999 NL49             | 13 juli 1999     | LINEAR                        |
| (40388) -   | 1999 NY49             | 13 juli 1999     | LINEAR                        |
| (40389) -   | 1999 ND50             | 13 juli 1999     | LINEAR                        |
| (40390) -   | 1999 NR51             | 12 juli 1999     | LINEAR                        |
| (40391) -   | 1999 NR52             | 12 juli 1999     | LINEAR                        |
| (40392) -   | 1999 NS53             | 12 juli 1999     | LINEAR                        |
| (40393) -   | 1999 NW53             | 12 juli 1999     | LINEAR                        |
| (40394) -   | 1999 NX53             | 12 juli 1999     | LINEAR                        |
| (40395) -   | 1999 NP54             | 12 juli 1999     | LINEAR                        |
| (40396) -   | 1999 NT54             | 12 juli 1999     | LINEAR                        |
| (40397) -   | 1999 NY55             | 12 juli 1999     | LINEAR                        |
| (40398) -   | 1999 NL57             | 13 juli 1999     | LINEAR                        |
| (40399) -   | 1999 NW63             | 14 juli 1999     | LINEAR                        |
| (40400) -   | 1999 NJ64             | 14 juli 1999     | LINEAR                        |